# August Karl von Goeben
August Karl von Göben (10 de diciembre de 1816 - 13 de noviembre de 1880) fue un general de infantería prusiano. Le fue concedida la Cruz de Hierro por su servicio en la guerra franco-prusiana.

## Biografía

### Primeros años
Nacido en Stade, 30 km al oeste de Hamburgo en el Reino de Hanóver, aspiró desde sus más tempranos años al servicio prusiano en lugar del de su propio país, y a la edad de diecisiete años, obtuvo una comisión en el 24.º Regimiento de infantería prusiano. Sin embargo, había pocas perspectivas para las actividades de un joven y enérgico subalterno.
Abandonó el servicio en 1836, y se enroló en el ejército Carlista para luchar en la primera guerra carlista en España. En las cinco campañas en las que sirvió al Infante Don Carlos, tuvo muchas vueltas de fortuna. No había luchado más que dos meses cuando cayó gravemente herido en manos de las tropas realistas. Después de ocho meses detenido logró escapar, pero fue capturado de nuevo poco después. Esta vez su encarcelamiento fue prolongado y doloroso, y por dos ocasiones, se vio obligado a echar suertes por su vida con sus compañeros de cautiverio.

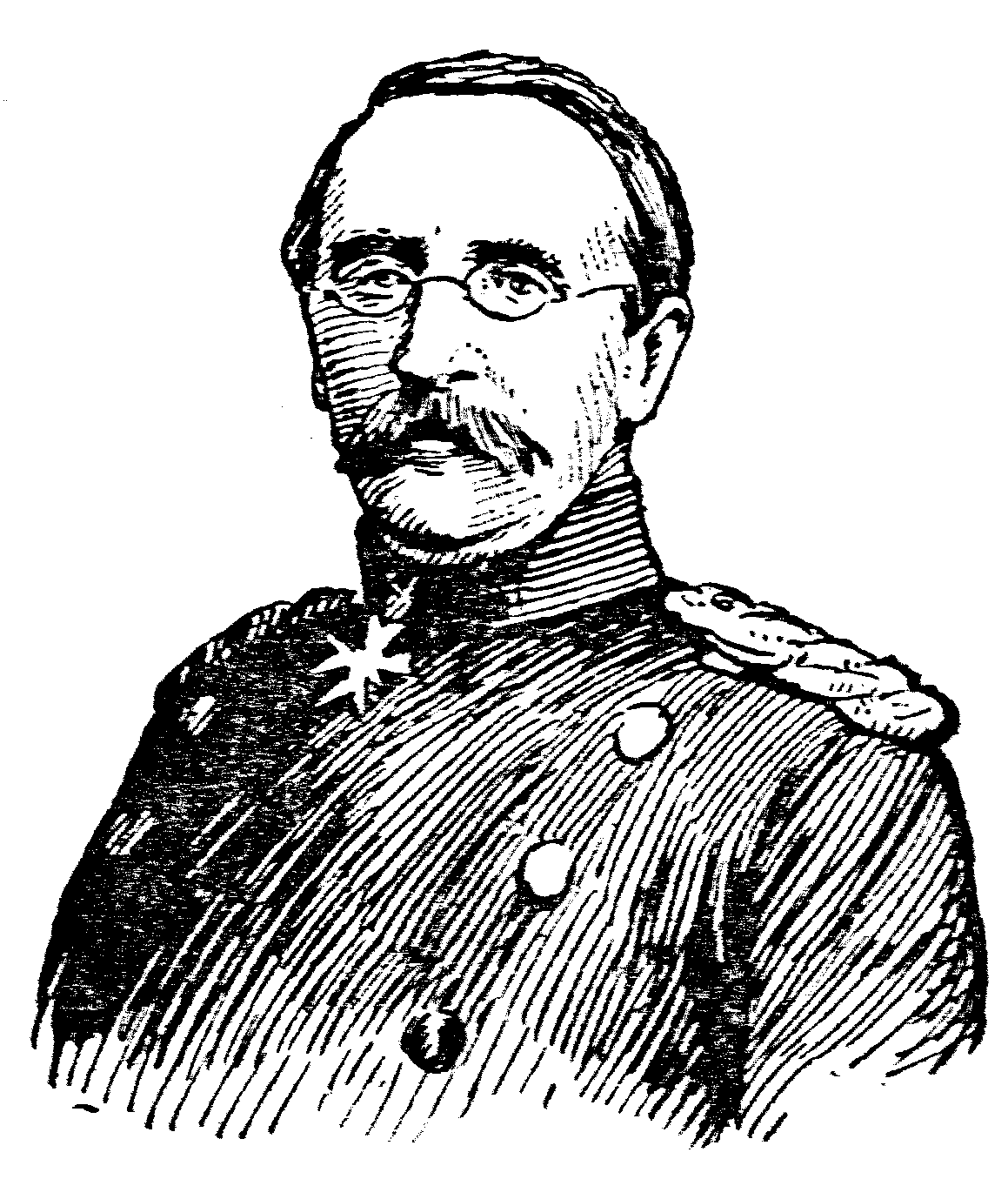
August Karl von Goeben.

Cuando fue liberado, Göben sirvió hasta 1840 con distinción. Ese año, hizo su camino de regreso, siendo un hombre sin medios, a Prusia. El teniente coronel carlista estuvo contento de ser readmitido al servicio prusiano como teniente segundo, aunque siendo todavía joven, pocos subalternos podían presumir de cinco años de servicio de guerra meritoria a la edad de veinticuatro años. En pocos años era capitán en el Estado Mayor General, y en 1848, fue transferido al personal del IV Cuerpo de Ejército, donde su inmediato superior era el Mayor Helmuth Graf von Moltke.
Estos dos hombres se hicieron amigos rápidamente, y su estima mutua nunca fue perturbada. En la insurrección de Baden, Göben se distinguió en el personal del Príncipe Guillermo, el futuro emperador. Alternó su deber en el estado mayor y su deber regimental en el servicio prusiano por algunos años después de esto, hasta 1863 en que fue promovido a mayor-general al mando de la 26.ª Brigada de Infantería.
En 1860, estuvo presente con las tropas españolas en Marruecos, y tomó parte en la batalla de Tetuán.

### Comandos militares

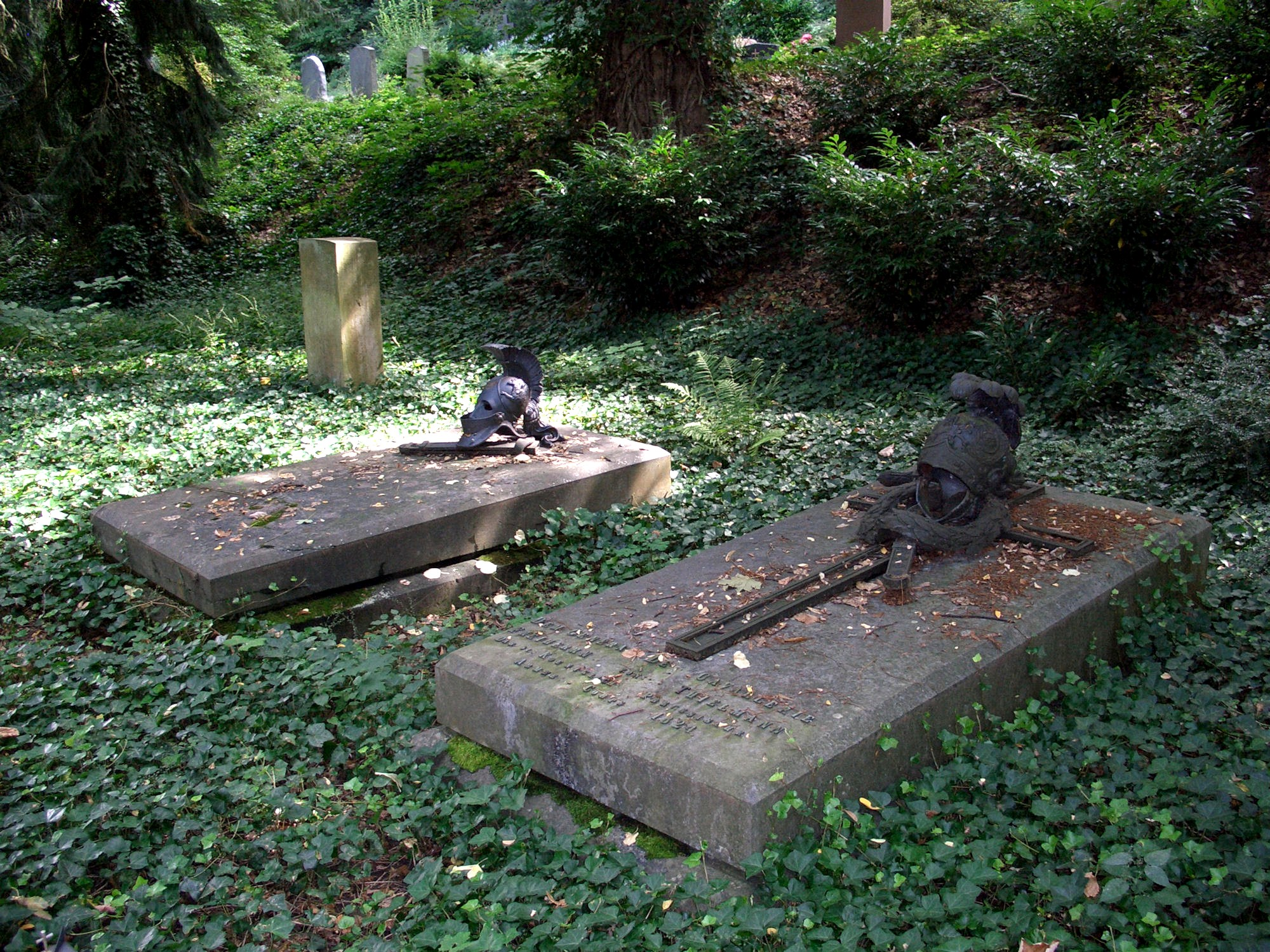
Tumbas de generales prusianos en el cementerio de Coblenza, a la izquierda el memorial de August Karl von Goeben.

En la primera de las grandes guerras de Prusia, la guerra danesa-prusiana de 1864, se distinguió al frente de su brigada en Rackebull y Sonderburg. En la guerra austro-prusiana de 1866, el Teniente-General von Goeben comandó la 13.ª División, de la que su antigua brigada formaba parte, y en esta esfera más alta, una vez más mostró las cualidades de un líder de nacimiento y un diestro táctico. Sostuvo un comandamiento casi independiente con conspicuo resultado en las acciones de Dermbach (en Wartburg), Laufach (en Aschaffenburg), Kissingen, Aschaffenburg, Gerchsheim, Tauberbischofsheim y Würzburg.
La movilización de 1870 al inicio de la guerra franco-prusiana lo situó a la cabeza del VIII (Renania) Cuerpo de Ejército, formando parte del Primer Ejército a las órdenes de von Steinmetz. Fue su liderazgo resolutivo y enérgico lo que contribuyó principalmente a la victoria en Spicheren el 6 de agosto, y von Goeben ganó los únicos laureles que se obtuvieron en el ala derecha prusiana en Gravelotte el 18 de agosto. Bajó el mando de Manteuffel, el VIII Cuerpo tomó parte en las operaciones en torno a Amiens y Bapaume, y el 8 de enero de 1871, Goeben sucedió a ese general al mando del Primer Ejército.
Quince días más tarde, llevó la campaña en el norte de Francia a una brillante conclusión, mediante una decisiva victoria en la batalla de San Quintín (19 de enero de 1871). Al cierre de la guerra franco-prusiana Goeben era una de los hombres más distinguidos en el ejército victorioso. Era coronel del 28.º de Infantería, y fue condecorado con la Gran Cruz de la Cruz de Hierro. Comandó el VIII Cuerpo en Coblenza hasta su muerte en 1880.

## Obra
El General von Goeben dejó muchos escritos. Sus memorias se encuentran entre sus trabajos:
- Vier Jahre in Spanien (Cuatro Años en España) (Hanóver 1841),
- Reise-und Lagerbriefe aus Spanien und vom spanischen Heere in Marokko (Hanóver, 1863)
- Darmstadt Allgemeine Militärzeitung.[1]

## Legado y honores
El anterior fuerte de Queuleu francés en Metz fue renombrado Goeben en su honor, y el 28.º Regimiento de Infantería lleva su nombre. Una estatua de Goeben por Fritz Schaper fue erigida en Coblenza en 1884. El SMS Goeben, crucero de batalla de la Clase Moltke de la Kaiserliche Marine (Marina Imperial alemana) fue botado en 1911, también en su honor.

## Honores
- Reino de Prusia:[3]
  - Caballero del Águila Roja, 4.ª Clase con Espadas, 1849; 2.ª Clase con Hojas de Roble, 1860; Gran Cruz de Espadas en Anillo, 2 de septiembre de 1873[4]
  - Caballero de la Orden de la Corona, 2.ª Clase con Espadas, 10 de marzo de 1864[4]
  - Cruz al Servicio
  - Pour le Mérite (militar), 3 de julio de 1864; con Hojas de Roble, 20 de septiembre de 1866[5]
  - Cruz de Gran Comandante de la Real Orden de Hohenzollern, con Espadas, 6 de enero de 1871[4]
  - Gran Cruz de la Cruz de Hierro (1870), 22 March 1871[6]
  - Caballero del Águila Negra, 5 de julio de 1875; con Collar, 1876[4]
- España:[3]
  - Cruz de Caballero de la Orden Militar de San Fernando, ca. 1840
  - Cruz de Caballero de la Orden de Isabel la Católica, ca. 1840
  - Cruz de Honor
  - Gran Cruz de la Orden de Carlos III, con Collar, 27 de enero de 1878[7]
- Gran Ducado de Baden:[8]
  - Caballero de la Orden al Mérito Militar de Carlos Federico, 1849
  - Gran Cruz del León de Zähringen, con Espadas, 1877
- Ducados Ernestinos: Comandante de la Orden de la Casa Ernestina de Sajonia, 1.ª Clase, noviembre de 1857[9]
- Gran Ducado de Oldemburgo: Gran Cruz de la Orden del Duque Pedro Federico Luis, con Espadas, 29 de julio de 1866[10]
- Gran Ducado de Mecklemburgo-Schwerin: Cruz al Mérito Militar, 2.ª Clase[3]
- Schaumburg-Lippe: Medalla al Mérito Militar[3]
- Reino de Wurtemberg: Gran Cruz de la Orden al Mérito Militar, 20 de noviembre de 1870[11]
- Imperio ruso:[3]
  - Caballero de San Jorge, 4.ª Clase, 27 de diciembre de 1870; 3.ª Clase, 5 de abril de 1873[12]
  - Caballero de San Estanislao, 2.ª Clase
- Reino de Sajonia: Comandante de la Orden Militar de San Enrique, 1.ª Clase, 1871[13]
- Austria-Hungría: Gran Cruz de la Orden imperial de Leopoldo, con Decoración de Guerra, 1872[14]